# Edward Coke
Edward Coke (ur. 1 lutego 1552 w Mileham, zm. 3 września 1634 w Stoke Poges) – angielski prawnik i polityk.

## Życie
Studiował w Cambridge i Inner Temple. Od 1578 był adwokatem, a następnie od poł. l. 80. syndykiem (Coventry i Norwich). W 1590 objął urząd prezydenta Inner Temple. Jeszcze w 1589 zasiadł w Izbie Gmin i cztery lata później został jej przewodniczącym. Objął również obowiązki naczelnego prokuratora. Sprzeciwiając się tendencjom absolutystycznym Jakuba I zaczął tracić swoją pozycję polityczną. W 1620 był jednym z czołowych opozycjonistów purytańskich w parlamencie, by w 1621 trafić do Tower (krytykował monopole i plany matrymonialne króla). Pod koniec życia króla trafił do Tajnej Rady. Za panowania Karola I zasiadał w parlamencie. Był współtwórcą Petycji o prawo.

## Poglądy
Był zdecydowanym zwolennikiem common law, sprzeciwiając się stosowaniu prawa rzymskiego i kanonicznego. Odrzucał absolutyzm, nie uznawał również prawa naturalnego.

## Wybrane prace[1]
- Reports, London, t. I-XI: 1600-15, t. XII: 1656, t. XIII: 1659
- Institutes of the Laws of England, London, cz. I: 1628, cz. II: 1642, cz. III i IV: 1644